# Werner Linde (Mathematiker)
Werner Linde (* 1947) ist ein deutscher Mathematiker und Hochschullehrer.

## Ausbildung und Beruf
Linde studierte Mathematik an der Friedrich-Schiller-Universität Jena. 1970 schloss er sein Studium mit dem Diplom ab. Linde promovierte 1973 in Jena bei Albrecht Pietsch mit einer Arbeit zum Thema Absolut-p-summierende Operatoren für {\displaystyle 0\leq p\leq 1}. Er habilitierte sich 1977 ebenda mit einer Arbeit zum Thema Zylindermasse und Operatoren.
Linde arbeitete von 1970 bis 1978 als wissenschaftlicher Assistent und von 1978 bis 1987 als Assistant Professor für Analysis an der Universität Jena. 1987 wurde er dort zum Professor für Analysis berufen. Von 1992 bis zu seiner Emeritierung 2013 war er dort Professor für Stochastische Analysis.
Von 2013 bis 2014 ging Linde als Dozent an die University of Delaware. Seit 2014 ist er dort Professor.

## Forschungsinteressen
Linde forscht auf den Gebieten der Stochastischen Prozesse, der Kompaktheitseigenschaften linearer Operatoren und der Approximationseigenschaften von Operatoren und Prozessen. Er war Antragsteller beim 2013 bis 2014 von der Deutschen Forschungsgemeinschaft geförderten Projekt Asymptotik zufälliger Strukturen.
Linde hat mehr als 50 Publikationen verfasst, darunter 5 Bücher, und einen h-Index von 19.

## Ämter, Gastaufenthalte, Lehre
Von 2005 bis 2007 war Linde Dekan der Fakultät für Mathematik und Informatik an der Universität Jena.
Er hielt Vorlesungen zu den Themen zufällige Serien, Mathematische Statistik, Stochastische Prozesse, Brownsche Bewegung, Maßtheorie, Topologie und Maß und Wahrscheinlichkeitstheorie in der Informatik.
2001 organisierte Linde zusammen mit J. Rosinski und G. Samorodnitsky die Konferenz Stable Measures and Processes and its Applications und 2003 zusammen mit W. Li and Michail Anatoljewitsch Lifschitz den Mini-Workshop Small deviations of Gaussian processes. Beide Veranstaltungen fanden in Oberwolfach statt.
Linde weilte zu Gastaufenthalten an der Universität Complutense Madrid (1989), an der University of Tennessee (1990), an der Universität von Paris (2003, 2005, 2008) und an der Universität Lille I.

## Veröffentlichungen (Auswahl)
- Mit Cioabă, Sebastian M.: A bridge to advanced mathematics. From natural to complex numbers, 2023, ISBN 978-1-4704-7148-4
- Mit Thomas Kühn: Gaussian Approximation Numbers and Metric Entropy, 2019, Journal of Mathematical Sciences, Band 238
- Probability Theory: A First Course in Probability Theory and Statistics, De Gruyter Oldenbourg, 2016, ISBN 978-3-11-046617-1
- Stochastik für das Lehramt, De Gruyter Oldenbourg, 2014, ISBN 978-3-486-73743-1
- Mit Mikhail Lifshits: Fractional integration operators of variable order: continuity and compactness properties, 2012 bei arxiv, Mathematische Nachrichten, 2014, 287, S. 980–1000 online
- Mit Lifshits, Mikhail A.: Approximation and entropy numbers of Volterra operators with application to Brownian motion, 2002, Memoirs of the American Mathematical Society 745, ISBN 978-0-8218-2791-8
- Mit Wenbo V Li: Approximation, metric entropy and small ball estimates for Gaussian measures, 1999, The Annals of Probability, Band 27 online
- Gaussian Measure of Large Balls in Lp, 1991, The Annals of Probability, Band 19 online
- Probability in Banach Spaces: Stable and Infinitely Divisible Distributions, 1986, John Wiley & Sons Ltd, 1986, ISBN 978-0-471-90893-7
- Infinitely divisible and stable measures on Banach spaces, Leipzig, Teubner, 1983, Teubner-Texte zur Mathematik, Band 58
- Moments of measures on Banach spaces, 1982, Mathematische Annalen volume 258
- Mit Albrecht Pietsch: Mappings of Gaussian cylindrical measures in Banach spaces, 1974, Теория вероятностей и ее применения, Band 19